# Herbert Wohlert
Herbert Wohlert (* 11. September 1928 in Grasenau; † 10. Januar 2019 in Brandenburg an der Havel) war ein deutscher Gebrauchsgrafiker und Illustrator.

## Leben und Werk
Wohlert studierte von 1950 bis 1956 bei Kurt Bunge, Walter Funkat und Willi Sitte insbesondere Gebrauchsgrafik an der späteren Hochschule für industrielle Formgestaltung Halle – Burg Giebichenstein und bei Albert Kapr, Hans Mayer-Foreyt und Heinz Völkel an der Hochschule für Grafik und Buchkunst Leipzig. Danach arbeitete er im Bezirk Leipzig und dann in Brandenburg an der Havel als freischaffender Gebrauchsgrafiker, im Wesentlichen für den Verlag Neues Leben als Illustrator von Jugend- und Abenteuerliteratur. Er hatte 1959 Vertragsbeziehungen zu einer Landwirtschaftlichen Produktionsgenossenschaft und bis 1964 zum Reichsbahnausbesserungswerk Potsdam und war bis 1990 Mitglied des Verbands Bildender Künstler der DDR.
Er war mit Helga Wohlert verheiratet.

## Buchillustrationen (mutmaßlich unvollständig)
- Charles Lamb und Mary Lamb: Shakespeare-Gestalten. Jugendbuchverlag E. Wunderlich, Leipzig, 1956
- Günter Braun und Johanna Braun: Die Herren der Pampa. Verlag Neues Leben, Berlin, 1957 (Reihe Das Neue Abenteuer)
- Bernhard Faust: Yilgarn und Meeri. Ein australisches Liebespaar. Verlag Neues Leben, Berlin, 1957
- Peter Kilian: Der Schwarze. Verlag Neues Leben, Berlin, 1957 (Reihe Das Neue Abenteuer)
- Rudi Strahl: Moses und der Geist des Mönchs. Verlag Neues Leben, Berlin, 1958 (Reihe Das Neue Abenteuer)
- Eduard Klein: Die Flucht. Verlag Neues Leben, Berlin, 1958 (Reihe Das Neue Abenteuer)
- Emil Rudolf Greulich: Die Pyrenäen, die Señoritas und die Eselchen. Spanienfahrt 1930. Verlag Neues Leben, Berlin, 1958
- Ahmed Treffz: Umweg nach Blida. Verlag Neues Leben, Berlin, 1960 (Reihe Das Neue Abenteuer)
- Werner Lindemann: Zutiefst an dich gebunden sein – Liebesgedichte. Verlag Neues Leben, Berlin, 1961

## Teilnahme an zentralen und wichtigen regionalen Ausstellungen in der DDR (unvollständig)
- 1956 und 1958: Leipzig, Bezirkskunstausstellungen
- 1960/1961: Rostock, Museum der Stadt Rostock („Das sozialistische Dorf und seine Menschen“)
- 1962/1963 und 1972/1973. Dresden, Fünfte Deutsche Kunstausstellung und VII. Kunstausstellung der DDR
- 1971: Berlin, Kupferstichkabinett („Das Antlitz der Arbeiterklasse“)